# Jetzt erst recht
Jetzt erst recht – drugi album studyjny niemieckiej piosenkarki LaFee, wydany na CD w Europie 6 lipca 2007 roku nakładem EMI i Capitol Records.

## Opis
Album Jetzt erst recht był nagrywany w okresie od stycznia do maja 2007 roku w studiu LaFinca na hiszpańskiej wyspie Ibiza. Został wydany na CD w Europie 6 lipca 2007 roku nakładem EMI i Capitol Records. Podobnie jak album debiutancki, także i to wydawnictwo zostało wyprodukowane przez Boba Arnza. Było promowane przez trzy single: „Heul doch”, „Beweg dein Arsch” i „Wer bin ich”. Brzmieniowo stanowi nawiązanie do gotyckiego popu/rocka zespołu Evanescence. Teksty utworów mają niepokojący charakter i podejmują tematy samobójstwa, zaburzeń odżywiania oraz nastoletniego buntu.
23 listopada 2007 roku do sprzedaży trafiła edycja Bravo Edition, zawierająca dodatkowy utwór „Es tut weh” oraz nagrane z udziałem orkiestry wersje pięciu utworów: „Warum” (utwór bonusowy niektórych edycji debiutu), „Der Regen fällt”, „Weg von dir”, „Wer bin ich” i „Sterben für dich” (utwór z podstawowej edycji debiutu). 
20 maja 2011 roku album został wydany w zbiorczym wydaniu Classic Albums wraz z debiutanckim albumem studyjnym LaFee.

## Odbiór krytyczny
Artur Schulz w napisanej dla serwisu internetowego laut.de recenzji skrytykował brak różnorodności w riffach gitarowych i strukturach zawartych na albumie piosenek, a także przesycenie tekstów trudną tematyką. W pracy głosowej dopatrzył się podobieństwa do Neny – przede wszystkim w balladach pokroju „Wer bin ich”, które określił jako „przypominające znalezione w przydrożnym rowie niegdyś obojętnie porzucone kompozycje Susanne Kerner”.

## Lista utworów
Opracowano na podstawie materiału źródłowego.
| Nr  | Tytuł utworu       | Długość |
| --- | ------------------ | ------- |
| 1.  | „Jetzt erst recht” | 4:07    |
| 2.  | „Heul doch”        | 3:59    |
| 3.  | „Du bist schön”    | 3:27    |
| 4.  | „Der Regen fällt”  | 4:34    |
| 5.  | „Beweg dein Arsch” | 2:40    |
| 6.  | „Wer bin ich”      | 4:27    |
| 7.  | „Küss mich”        | 4:38    |
| 8.  | „Zusammen”         | 4:02    |
| 9.  | „Stör ich”         | 3:59    |
| 10. | „Für dich”         | 3:47    |
| 11. | „Weg von dir”      | 3:53    |
| 12. | „Heiß”             | 3:24    |
|     |                    | 46:57   |

| Utwory dodatkowe – Bravo Edition | Utwory dodatkowe – Bravo Edition       | Utwory dodatkowe – Bravo Edition |
| Nr                               | Tytuł utworu                           | Długość                          |
| -------------------------------- | -------------------------------------- | -------------------------------- |
| 1.                               | „Es tut weh”                           | 4:01                             |
| 2.                               | „Warum (Orchester-Version)”            | 3:55                             |
| 3.                               | „Der Regen fällt (Orchester-Version)”  | 4:11                             |
| 4.                               | „Weg von dir (Orchester-Version)”      | 3:38                             |
| 5.                               | „Wer bin ich (Orchester-Version)”      | 4:26                             |
| 6.                               | „Sterben für dich (Orchester-Version)” | 3:03                             |

## Twórcy
Opublikowano na podstawie materiału źródłowego.
Zespół LaFee w składzie
- LaFee – wokal
- Ricky Garcia – gitara
- Goran Vujic – gitara basowa
- Klaus Hochhäuser – instrumenty klawiszowe
- Tamon Nüssner – perkusja

Produkcja
- Bob Arnz(inne języki) – produkcja muzyczna, miksowanie, management, muzyka, teksty
- Gerd Zimmermann – przedprodukcja, programowanie, inżynieria, gitara (dodatkowa), muzyka, teksty
- Marko Bussian(inne języki) – programowanie, inżynieria, fortepian (dodatkowy), aranżacje smyczkowe
- Wolfgang Filz – programowanie, inżynieria, perkusja, instrumenty perkusyjne
- Christoph Siemons – miksowanie
- Ele Geschwinder – management
- Christian Vater – booking
- DEAG – booking
- LaFee – muzyka, teksty
- Bito – fotografie

## Notowania na listach przebojów
| Lista (2007)                        | Pozycja |
| ----------------------------------- | ------- |
| Austria (Ö3 Austria Top 40)         | 1       |
| Francja (SNEP)                      | 79      |
| Niemcy (Offizielle Deutsche Charts) | 1       |
| Szwajcaria (Alben Top 100)          | 14      |
| Włochy (FIMI)                       | 94      |

| Lista (2007)                        | Pozycja |
| ----------------------------------- | ------- |
| Austria (Ö3 Austria Top 40)         | 41      |
| Niemcy (Offizielle Deutsche Charts) | 33      |

## Certyfikaty
| Region                 | Certyfikat |
| ---------------------- | ---------- |
| Austria (IFPI Austria) | złoto      |
| Niemcy (BVMI)          | platyna    |